# Christoph Spycher
Christoph Spycher, född 30 mars 1978 i Wolhusen, är en schweizisk före detta fotbollsspelare som spelade som vänsterback, bland annat för Eintracht Frankfurt.
Han spelade 42 landskamper för Schweiz och spelade i EM 2004 och 2008 samt i VM 2006. En skada hindrade honom från att delta i VM i Sydafrika 2010, varefter han avslutade landslagskarriären.
Spycher är sportchef för Young Boys.